# مستشفى أسوان التخصصي
مستشفي أسوان العام أو مستشفي أسوان التخصصي هي مستشفي تقع في حي الصداقة بمدينة أسوان. بسعة 188 سريرا وبتكلفة إجمالية 150 مليون جنيه.

## النشأة
في 26 فبراير 2014، أعلن محافظ أسوان، أنه تم تسليم الموقع المخصص لإنشاء مستشفى أسوان العام بمنطقة الصداقة جنوب مدينة أسوان إلى الشركة المنفذة، والتي من المقرر انتهائها من إنشاء المستشفى في غضون عام واحد.

## الوصف
تم إنشاء مستشفى اسوان على مساحة 18 ألف و244 متر مربع، مقسمة على 6 أدوار بخلاف البدروم والدور الأرضي، وتضم 175 سريراً كذلك تضم 15 عيادة خارجية وصيدلية وقسم للاستقبال والطوارئ، وقسم للعمليات وقسم للغسيل الكلوي به 18 ماكينة، وقسم للمعامل، وقسم للنساء والتوليد، وقسم للعناية المركزة به 24 سريراً، وقسم للأشعة، وقسم للمناظير، وآخر للعلاج الطبيعي، وقسم للحضانات به 7 للمبتسرين و 8 لحديثي الولادة، إضافة إلى قسم للإدارة وآخر للخدمات.